# Labán Roland
Labán Roland (Budapest, 1998. október 21. –) magyar színész.

## Életpályája
A II. Rákóczi Ferenc Gimnáziumban érettségizett. 2019-2024 között a Kaposvári Egyetem színész szakán tanult, Eperjes Károly és Szalma Tamás osztályában. 2024-től a Soproni Petőfi Színház színésze.
Felesége Szalai Katalin színésznő, egy kislányuk van.

## Színházi szerepei

### Soproni Petőfi Színház
- William Shakespeare: Rómeó és Júlia | Tybalt, Capuletné unokaöccse (2023)
- Kiss József: Az angyalok nem sírnak | Hadközeg, felkelő (2023)
- Szigeti József - Horváth Z. Gergely: A vén bakancsos és fia, a huszár | Frici (2024)
- Federico Fellini - Kiss József: Országúton | Bolond (2024)
- Pass Andrea: Eltűnő ingerek | Ápoló, CJ, Furcsa Alak (2024)
- Maros András - Szálinger Balázs: Phil Collins | Agár (2025)

### József Attila Színház
- Kurt Weill - Bertolt Brecht: Koldusopera | Rendőr (2023)
- Fenyő Miklós - Tasnádi István: Made in Hungária | A Figaro együttes tagja (2022)

### Játékszín
- Paul Pörtner: Hajmeresztő | Mikey Thomas (2022)[6]

## Filmes- és televíziós szerepei
- S.E.R.E.G. (2024) ...Bokornak öltözött ember
- Marsra magyar! (2023-2024) ...Nagybani Áron
- A Tanár (2020) ...Srác